# Packing (falo)

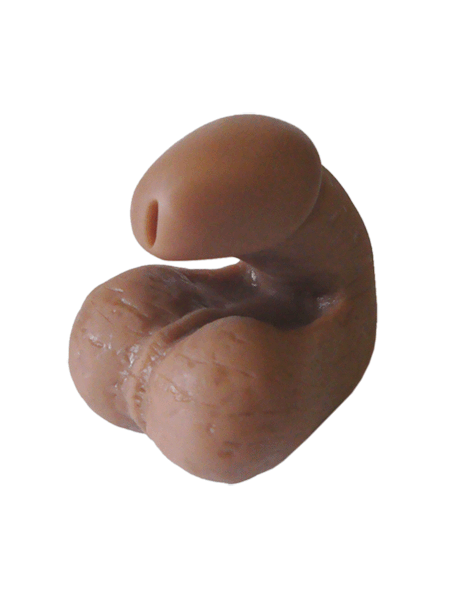
El packer de silicona Pack-Man

El packing consiste en usar relleno o un objeto fálico, a menudo denominado packer, en la parte delantera de los pantalones o la ropa interior para dar la apariencia de tener un pene o un bulto. El packing es una práctica común entre algunos hombres trans y/o personas no binarias. Las personas que se visten con ropa estereotípicamente masculina también pueden hacer packing.

## Packers
El objeto utilizado para el packing, a menudo  llamado «packer», puede tener únicamente forma de pene o también incorporar un escroto falso y testículos. Los packers se pueden utilizar para hacer que la ropa masculina se mueva correctamente. Si no se utiliza un packer, la forma de una prenda diseñada para ser vestida por personas con pene, puede quedar visiblemente vacía y colgante.

### Packingblando

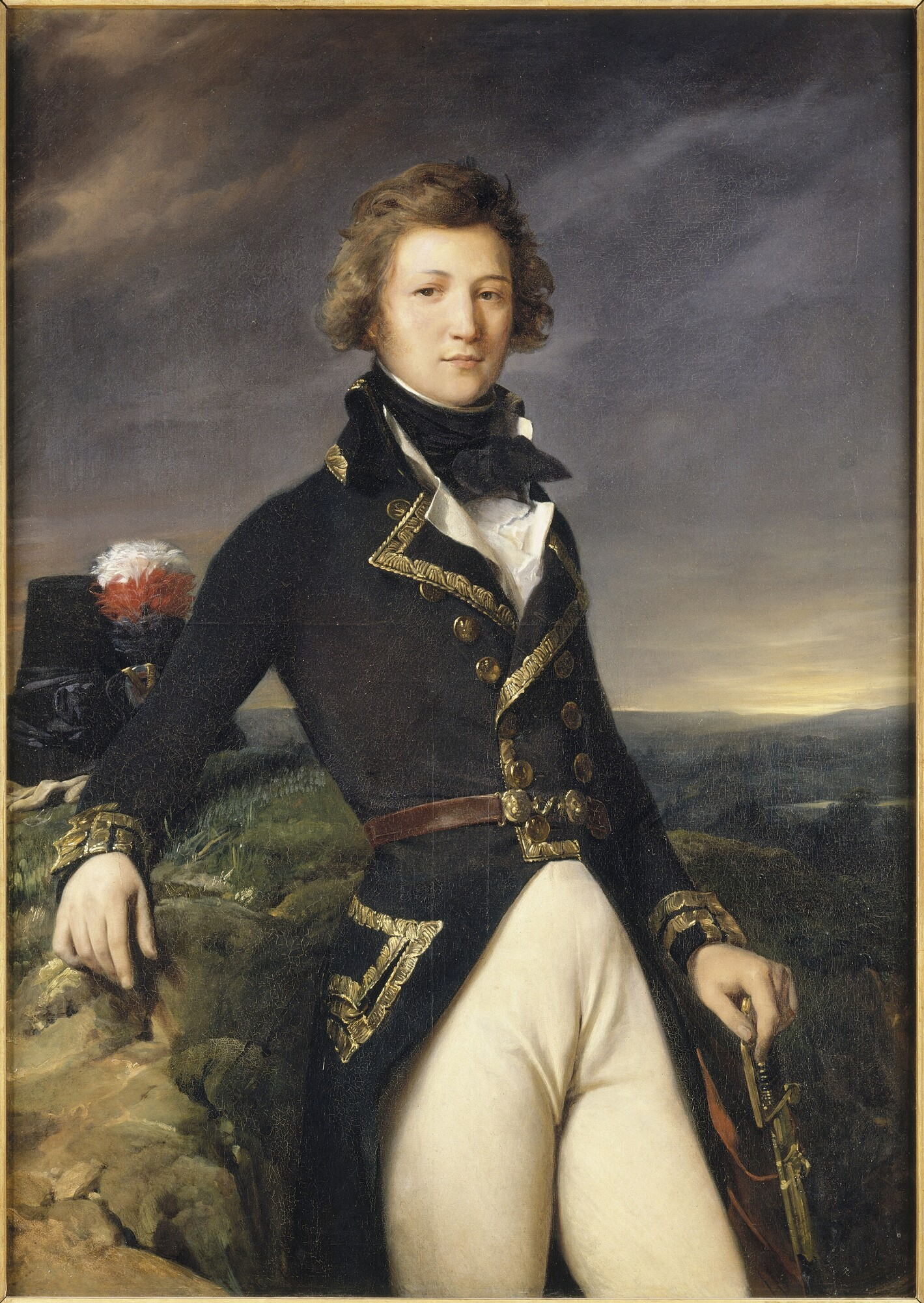
Luis Felipe I con un bulto prominente, pintura de Léon Cogniet (1792)

La frase «packing blando» hace referencia al uso de una prótesis de relleno que no puede utilizarse para la penetración sexual. Los packers caseros pueden ser muy sencillos y consistir en calcetines o condones enrollados rellenos de líquidos o gel. Los materiales utilizados en el proceso de fabricación de un packer incluyen gelatina, látex y silicona. Existen muchos packers disponibles a nivel comercial que emulan de forma más realista el tamaño, la forma, el color y la textura de los genitales típicamente masculinos. Todos los packers blandos  están hechos de un material suave y flexible y simulan un pene flácido. El término packer describe con mayor frecuencia los modelos blandos que no se utilizan para la actividad sexual. Algunos packers se pueden utilizar como dispositivos para orinar de pie. Estos incorporan un receptáculo que se inserta debajo y contra la uretra del usuario. El packer tiene un tubo desde el receptáculo hasta la punta que permite al usuario orinar a través de la prótesis.

### Packingduro
Los packers duros son las prótesis que pueden usarse para la penetración sexual. Algunos de estos packers están hechos de materiales más firmes, como silicona, y son lo suficientemente flexibles para servir de relleno, y lo suficientemente firmes para la penetración sexual. La distinción entre los packers duros y los consoladores o dildos es que los últimos suelen estar hechos con un material más firme y su único objetivo es el placer sexual. Hay otros tipos de packers que cuentan con una varilla interna con la forma del packer y pueden contar con una bisagra interna en la base. Esta clase de packer permite que el mismo tenga una apariencia y forma flácida mientras se lleve la varilla, y firme o erecta al retirarla. Otro de los nombres que pueden recibir estas prótesis es «packer consolador».

## Jerga
La apariencia de bulto protuberante que se intenta lograr con el packer se conoce en ocasiones con el términos informal «bulto masculino».